# Nhà nguyện Bethlehem

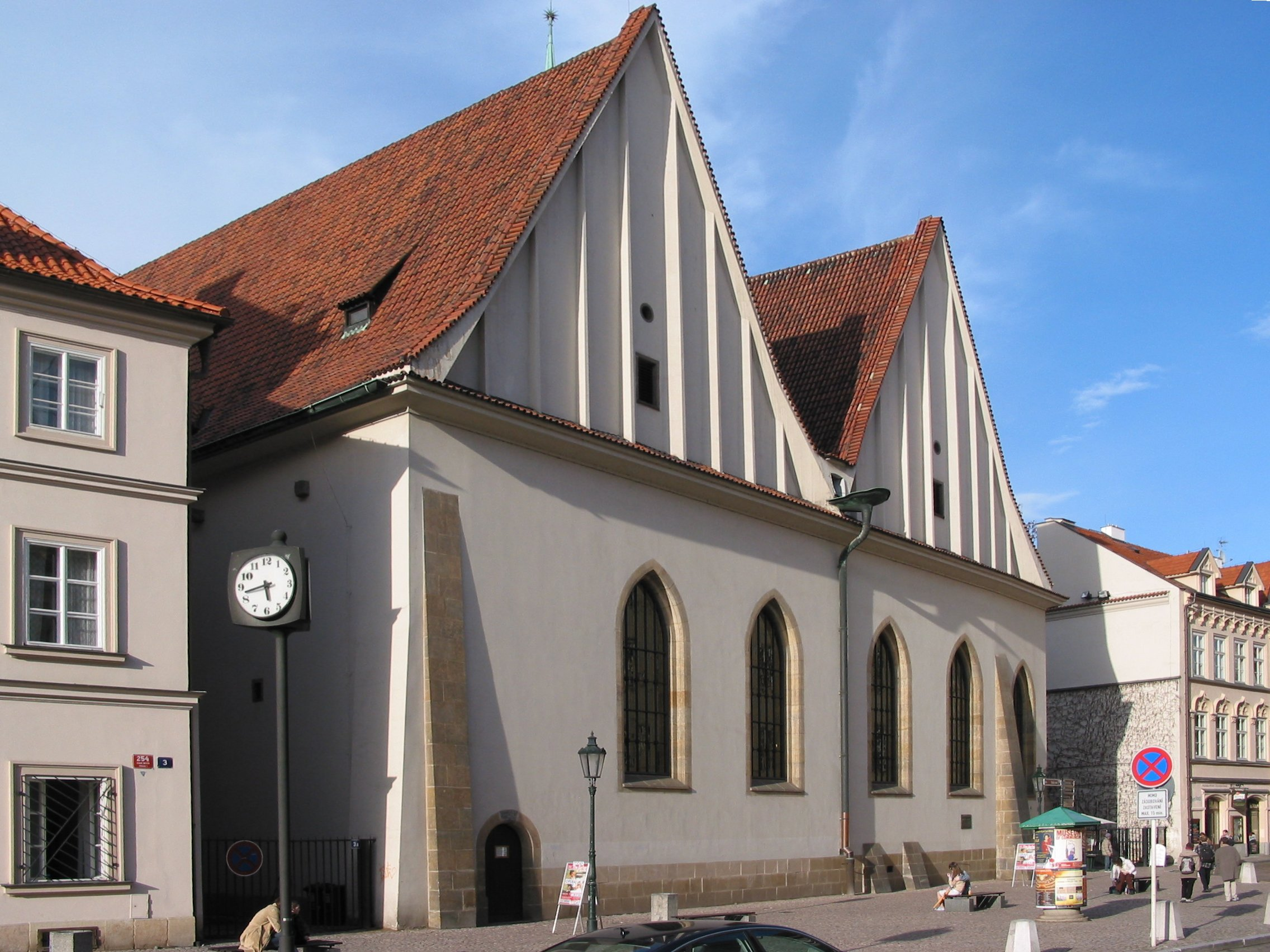
Nhà nguyện Bethlehem ở Prague

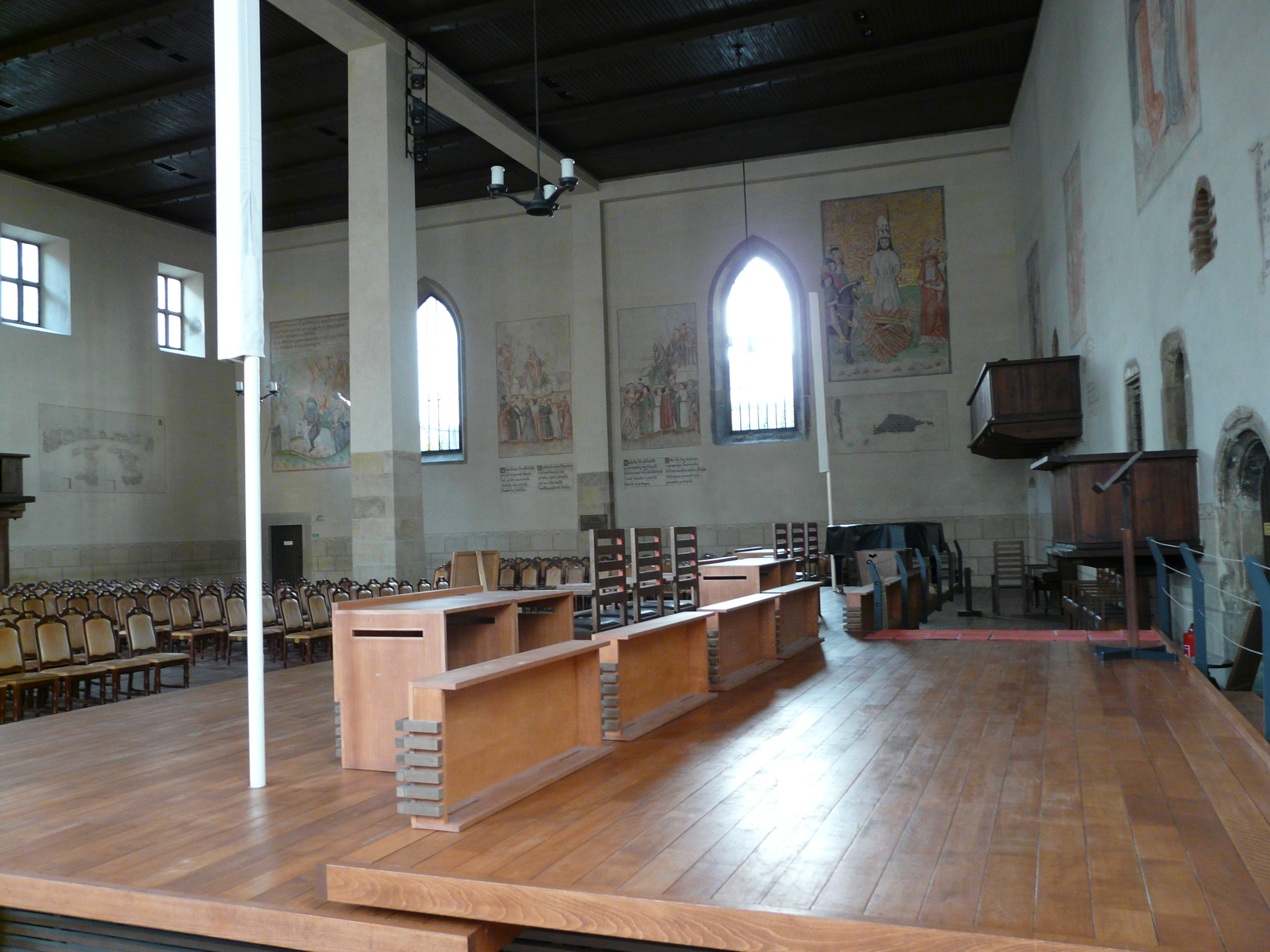
Bên trong nhà nguyện Bethlehem

Nhà nguyện Bethlehem (tiếng Séc: Betlémská kaple) là một nhà tôn giáo thời Trung cổ tọa lại tại Phố cổ Praha, Cộng hòa Séc. Đây là công trình rất nổi tiếng vì có liên quan tới nguồn gốc của cuộc Cải cách Bohemian (hay Cải cách Séc, Cải cách Jan Hus). Nhà nguyện Bethlehem là một di tích văn hóa quốc gia của Séc, một di sản do thế hệ trước để lại, và là ngôi đền giảng đạo đầu tiên ở châu Âu.

## Lịch sử
Nhà nguyện Bethlehem được Wenceslas Kriz và John xứ Milheim xây dựng vào năm 1391. Họ giảng dạy tiếng Séc bản địa nhằm phá tan âm mưu thống trị của Đức đối với nhà thờ Bohemian thời Trung cổ.  Mặc dù có sức chứa 3.000 người, di tích này không phải là một nhà thờ mà chỉ là một nhà nguyện. Jan Hus trở thành hiệu trưởng vào tháng 3 năm 1402.
Sau khi Hus bị khai trừ vào năm 1412, Giáo hoàng đã ra lệnh phá hủy nhà nguyện Bethlehem, dù hành động này bị đa số người Séc trong hội đồng Phố cổ Praha phản đối. Sau khi Hus qua đời, Jacob xứ Mies là người tiếp quản.
Vào thế kỷ 17, các tu sĩ Dòng Tên tiếp quản nhà nguyện. Công trình xuống cấp trầm trọng và bị phá bỏ vào năm 1786. Năm 1836–1837 người ta đã xây dựng một tòa chung cư ở vị trí đó. Dưới chế độ cộng sản Tiệp Khắc, chính phủ khôi phục nguyên trạng tòa nhà từ thời Hus. Hầu hết các bức tường bên ngoài của nhà nguyện và một phần nhỏ của bục giảng có từ thời trung cổ. Các bức vẽ trên tường phần lớn là từ thời Hus, và dòng chữ in phía dưới bức vẽ được trích từ tác phẩm De sex erroribus của ông.
Năm 1997, nhà thiên văn học Miloš Tichý phát hiện tiểu hành tinh 90892 Betlémská kaple tại Đài thiên văn Kleť.

## Giờ mở cửa và giá vé vào cửa
- Người lớn: 60 CZK, Sinh viên: 30 CZK, Người cao tuổi (60 tuổi trở lên): 30 CZK. Người khuyết tật: miễn phí[2]
- Giờ mở cửa: 9 giờ sáng đến 18 giờ 30 phút tối (mùa hè); 9 giờ sáng đến 17 giờ 30 phút chiều (mùa đông) [2]